# Comunidade Quilombola de Timbó
Timbó é uma comunidade remanescente de quilombo, população tradicional brasileira, localizada no município brasileiro de Garanhuns, em Pernambuco. A comunidade de Timbó é formada por uma população de 42 famílias, distribuídas em uma área de 957,0448 hectares. O território foi certificado como remanescente de quilombo (reminiscências históricas de antigos quilombos) em 2004, pela Fundação Cultural Palmares (Processo n° 01420.000352/2001-76).
Esta comunidade teve o Relatório Técnico de Identificação e Delimitação publicado em 2014 (etapa da regularização fundiária), mas ainda está com a situação fundiária em análise (não titulada) no INCRA.

## Tombamento
O tombamento de quilombos é previsto pela Constituição Brasileira de 1988, bastando a certificação pela Fundação Cultural Palmares:
Art. 216. Constituem patrimônio cultural brasileiro os bens de natureza material e imaterial, tomados individualmente ou em conjunto, portadores de referência à identidade, à ação, à memória dos diferentes grupos formadores da sociedade brasileira [...]
§ 5º Ficam tombados todos os documentos e os sítios detentores de reminiscências históricas dos antigos quilombos.
Portanto, a comunidade quilombola de Timbó é um patrimônio cultural brasileiro, tendo em vista que recebeu a certificação de ser uma "reminiscência histórica de antigo quilombo" da Fundação Cultural Palmares no ano de .
Além disso, o povoado, a Igreja e o Cemitério do Timbó também foram tombados pelo Estado de Pernambuco através do Decreto n° 48.693 de 18/02/2020, fundamentado na Lei estadual n° 7.970/1979, que dispõe sobre o tombamento do patrimônio cultural material, e na Lei estadual n° 14.852/2012, que dispõe sobre o tombamento e o registro do Patrimônio Cultural de origem africana. Os bens foram devidamente inscritos no livro III - Conjuntos urbanos e sítios históricos.
O pedido de tombamento foi realizado pela Prefeitura de Garanhuns em 2009, solicitando apenas a proteção da Igreja Nossa Senhora de Nazaré. No entanto, durante a avaliação técnica, a equipe encarregada ressaltou a importância do cemitério e do povoado para a valoração cultural da comunidade, considerando indissociáveis os atributos materiais e imateriais na compreensão do Timbó enquanto comunidade tradicional.
Por se tratar de um patrimônio que remete à memória dolorosa, traumática, acorrentada ou sensível, em busca de superar a perspectiva comemorativa do patrimônio como herança cultural que, via de regra, oculta sujeitos e narrativas da história oficial, o Cemitério Quilombola do Timbó é categorizado pela área dos Estudos Cemiteriais como um “patrimônio sensível”.
Por todas as questões socioculturais que forjam a construção de uma identidade brasileira, os cemitérios quilombolas reforçam ainda mais o lugar do sensível. Visto que historicamente a população negra, descendentes de escravizados ou não, de vítimas do racismo e práticas institucionais excludentes estiveram à margem dos processos de patrimonialização.

O reconhecimento institucional de bens ligados a povos de matriz africana, indígena ou afroindígena é uma medida de reparação histórica prevista pela Lei estadual nº 18.202/2023, que institui o Estatuto da Igualdade Racial no Estado de Pernambuco.
Art. 15. O Estado deve buscar o reconhecimento das manifestações culturais preservadas pelas formas de expressão cultural coletiva da população negra, com trajetória histórica comprovada, como patrimônio histórico e cultural, nos termos dos arts. 215 e 216 da Constituição Federal. Os quilombolas dos séculos XV, XVI, XVII, XVIII e XIX nos legaram um patrimônio de prática quilombista. Cumpre aos negros atuais manter e ampliar a cultura afro-brasileira de resistência ao genocídio e de afirmação da sua verdade. Um método de análise, compreensão e definição de uma experiência concreta, o quilombismo expressa a ciência do sangue escravo, do suor que este derramou enquanto pés e mãos edificadores da economia deste país.

## História
A Comunidade Quilombola do Timbó é uma das seis comunidades quilombolas de Garanhuns, localizada no distrito de Iratama, município do agreste meridional pernambucano. Os dados do Incra de 2022 apontaram 196 comunidades quilombolas certificadas e 14 territórios oficialmente delimitados no estado de Pernambuco.
A trajetória quilombola de Garanhuns é contada através de relatos orais a partir do deslocamento de escravizados fugidos do Quilombo dos Palmares, na Serra da Barriga (no estado de Alagoas), a partir do século XVII, que àquela altura fazia parte da Capitania de Pernambuco. Conforme as fontes, Timbó é a ocupação mais antiga dos remanescentes quilombolas no município. A Igreja Nossa Senhora de Nazaré, por sua vez, é considerada uma das mais antigas do município, o que reforça a antiguidade da comunidade.
A ocupação resultou na edificação do povoado que apresenta um conjunto de residências, a Igreja Nossa Senhora de Nazaré e o cemitério, bens reconhecidos como patrimônio cultural material de Pernambuco, destacando a importância histórica e cultural da Comunidade Quilombola do Timbó para o Estado.

## Cemitério Quilombola do Timbó
O Cemitério Quilombola do Timbó está situado a uma distância de aproximadamente 200 metros da igreja. Tanto a igreja quanto o cemitério foram construídos em terrenos elevados, com um vale entre eles onde se encontra o povoado primitivo do Timbó.
Identificado como cemitério rural, abrange uma área de 1.342m² e não possui muro para delimitar o terreno. É caracterizado pela presença de cruzes em covas rasas e pela plantação de flores de açucena para demarcar as sepulturas (a utilização da flor de açucena no ritual funerário quilombola também é reconhecida e praticada na comunidade quilombola Castainho, vizinha ao Timbó). Em menor número, também podem ser observadas lápides e a construção de canteiros para proteger as covas.
Devido às exigências sanitárias e ambientais para as normas de cemitérios, conforme relatos, o uso para sepultamentos foi proibido desde a década de 1990. Atualmente, o cemitério desempenha a função de um lugar de memória, integrado ao cotidiano da comunidade, materializando a ancestralidade do território e reafirmando questões de identidade e pertencimento. A comunidade deseja reabrir o cemitério para sepultamento.
Os moradores realizam a manutenção periódica do terreno, retirando a vegetação, especialmente durante a preparação para o Dia de Finados. Assim, quando o cemitério está limpo, as flores se destacam na paisagem, possibilitando a visualização das covas.

## Situação territorial
O título da terra (regularização fundiária) proporciona que a comunidade enfrente menos dificuldades para desenvolver a agricultura (como conflitos pela posse da terra com os fazendeiros da região em que se localiza), que solicite o licenciamento ambiental de seu território e solicite políticas sociais e urbanas para melhorias de suas condições de vida, como infraestrutura urbana de redes de energia, água e esgoto.

Povos Tradicionais ou Comunidades Tradicionais são grupos que possuem uma cultura diferenciada da cultura predominante local, que mantêm um modo de vida intimamente ligado ao meio ambiente natural em que vivem. Através de formas próprias: de organização social, do uso do território e dos recursos naturais (com relação de subsistência), sua reprodução sócio-cultural-religiosa utiliza conhecimentos transmitidos oralmente e na prática cotidiana.